# 4 Könige
4 Könige ist ein deutscher Spielfilm von Theresa von Eltz. Produziert wurde der Film von C-Films in Koproduktion mit Tatami Films, dem ZDF (Das kleine Fernsehspiel) und Arte. Die Premiere fand am 4. Oktober 2015 beim Filmfest Hamburg statt. Der Kinostart war am 3. Dezember 2015.

## Handlung
Die vier Teenager Alex, Lara, Timo und Fedja werden über die Weihnachtstage in eine Jugendpsychiatrie geschickt, da die Konflikte zu Hause zu eskalieren drohen. Während die Menschen draußen die besinnlichen Tage im Kreise ihrer Lieben verbringen, haben die vier nur sich selbst. Anfangs scheinen sie eine explosive Mischung zu ergeben, doch schafft es der unkonventionelle Psychiater Dr. Wolff, die Jugendlichen in geordnete Bahnen zu lenken. Sie öffnen sich und verbringen ein für sie einzigartiges Fest. Nur Timo gelingt es nicht, seine Aggressionen unter Kontrolle zu behalten, und er muss auf Verlangen der Heimleitung die Gruppe verlassen und in die geschlossene Abteilung zurückkehren.

## Kritik
Der Filmdienst urteilt, in dem „ganz aus Sicht der Jugendlichen geschilderten Drama kommen Eltern als seelisch verkrüppelte Erwachsene nicht gut weg, während die Inszenierung den kantigen Protagonisten viel Raum und Zeit widmet und zum genauen Hinschauen und Hinhören einlädt“. Getragen werde der „fein austarierte, mit kleinen humoristischen Anwandlungen und einem dezenten Hoffnungsschimmer versehene Film von den talentierten jungen Darstellern“.

## Auszeichnungen
- Deutsche Film- und Medienbewertung (FBW): Prädikat „besonders wertvoll“[5]
- Filmfest Rom 2015: Bester Film, Alice nella cittā[3]
- Braunschweig International Film Festival 2015: Der Heinrich[6]
- Filmfest Hamburg 2015: Nominierungen für Art Cinema Award und Young Talent Award[6]
- Deutscher Filmpreis 2016: Bester Spielfilm in Bronze[7]